# (15077) Edyalge
(15077) Edyalge est un astéroïde de la ceinture principale.

## Description
(15077) Edyalge est un astéroïde de la ceinture principale. Il fut découvert le 2 février 1999 à Gnosca par Stefano Sposetti. Il présente une orbite caractérisée par un demi-grand axe de 2,94 UA, une excentricité de 0,05 et une inclinaison de 2,8° par rapport à l'écliptique.

## Compléments